# Prémio Kremer
Os Prémios Kremer foram uma série de prémios monetários, estabelecidos em 1959 pelo industrial Henry Kremer, atribuídos aos pioneiros na aviação de propulsão humana.  As competições e prémios são administrados pela britânica Royal Aeronautical Society.
O primeiro prémio de 50 000 libras foi ganho em 23 de agosto de 1977 por Paul MacCready quando o Gossamer Condor, pilotado por Bryan Allen, cumpriu o objetivo de fazer um trajeto em forma de "oito", estando pelo menos 3 metros acima do solo.
O segundo prémio de 100 000 libras foi ganho em 12 de junho de 1979, quando também Bryan Allen voou no Gossamer Albatross de Paul MacCready da Inglaterra para França, pelo Canal da Mancha.

## References
1. ↑  «Human Powered  Group Webpage». Royal Aeronautical Society. 2011. Consultado em 27 de fevereiro de 2012
2. ↑  Graham Warwick Washington (4 de março de 2013). «Power Prize». Aviation Week and Space Technology